# Guilherme Cobbo
Guilherme Henrique Cobbo (* 1. Oktober 1987 in Uraí, Paraná) ist ein brasilianischer Hochspringer.

## Werdegang
Cobbo nahm im August 2006 an den Juniorenweltmeisterschaften in Peking teil. Als 11. der Qualifikation verfehlte er die Teilnahme am Finale knapp.
Im April 2009 übersprang er bei einem Wettkampf in Medellín erstmals die Höhe von 2,20 Metern. 2011 errang er die Silbermedaille bei den Südamerikameisterschaften in Buenos Aires. Am 2. Juni 2012 übersprang er in São Paulo mit 2,28 Metern die Qualifikationshöhe für die Olympischen Sommerspiele in London. Er verbesserte dabei seine persönliche Bestleistung um sechs Zentimeter und blieb nur vier Zentimeter unter dem brasilianischen Rekord von Jessé Farias de Lima. Bei den Olympischen Spielen 2012 scheiterte er mit übersprungenen 2,21 Metern in der Qualifikation.